# 909
Évszázadok: 9. század – 10. század – 11. század
Évtizedek: 850-es évek – 860-as évek – 870-es évek – 880-as évek – 890-es évek – 900-as évek – 910-es évek – 920-as évek – 930-as évek – 940-es évek – 950-es évek
Évek: 904 – 905 – 906 – 907 –  908 – 909 – 910 – 911 – 912 – 913 – 914

## Események

### Európa
- A magyarok ismét a Keleti Frank Királyságra támadnak és ezúttal Svábföldet, emellett Frankóniát és Alemanniát dúlják fel. Augusztusban az egyik visszatérő csapatukat Arnulf bajor herceg a Rott folyónál szétveri.
- A wessexi és merciai angolszászok betörnek a viking Northumbriába és Bardney apátságából elhozzák a szentként tisztelt Oswald király maradványait, hogy egy gloucesteri kolostorban helyezzék el őket.
- III. Alfonz asztúriai király Oviedóba költözteti udvarát. Fiai, García, Ordoño, Gonzalo, Fruela és Ramiro összeesküvést szőnek 43 éve uralkodó öreg apjuk ellen. Alfonz elfogatja Garcíát, de a többiek kiszabadítják és elmenekülnek.

### Észak-Afrika
- A mai Tunéziában az iszmáilita Abu Abdalláh al-Shíi vezette berber felkelők legyőzik III. Zijadat Alláh aglabida emír seregét és elfoglalják a fővárost, Kairuánt. Az emír a kalifához menekül. A berberek ezután kiszabadítják a Szidzsilmasza városában fogva tartott imámjukat, Abdalláh al-Mahdí Billáhot, akit kalifává kiáltanak ki és megalapítják a Fátimida-dinasztia államát.

### Kína
- Csu Ven császár herceggé nevezi ki Fucsien tartomány kormányzóját, Vang Sen-csit, aki ezzel megalapítja a Min-dinasztia (formálisan vazallus) államát.

## Születések
- Al-Rádí, abbászida kalifa
- Dunstan, canterburyi érsek

## Halálozások
- Aribo, pannóniai őrgróf
- Asser, walesi történetíró

## Fordítás
- Ez a szócikk részben vagy egészben  a(z)   909 című angol Wikipédia-szócikk ezen változatának fordításán alapul.  Az eredeti cikk szerkesztőit annak laptörténete sorolja fel. Ez a jelzés csupán a megfogalmazás eredetét és a szerzői jogokat jelzi, nem szolgál a cikkben szereplő információk forrásmegjelöléseként.